# Labidochromis zebroides
Labidochromis zebroides е вид лъчеперка от семейство Цихлиди (Cichlidae). Видът е световно застрашен, със статут Уязвим.

## Разпространение
Разпространен е в Малави.